# Inline-Skaterhockey-Bundesliga 1997
Die Saison 1997 ist die 2. Spielzeit der Inline-Skaterhockey-Bundesliga, in der zum 12. Mal ein Deutscher Meister ermittelt wird. Ausrichter ist die 1997 geschaffene Sportkommission Inline-Skaterhockey Deutschland (bislang Fachsparte Skaterhockey, FSH) im Deutschen Rollsport-Bund. Deutscher Meister wurden erstmals die Crash Eagles Kaarst, die sich im Finale gegen den Titelverteidiger Düsseldorf Rams durchsetzten.

## Teilnehmer
| Klub                  | Standort   | Vorjahr       | Play-offs         |               |
| --------------------- | ---------- | ------------- | ----------------- | ------------- |
| Düsseldorf Rams       | Düsseldorf | 1.            | Deutscher Meister |               |
| Crash Eagles Kaarst   | Kaarst     | 2.            | Finale            |               |
| Bullskater Düsseldorf | Düsseldorf | 3.            | Halbfinale        |               |
| SU Coeln              | Köln       | 4.            | Halbfinale        |               |
| HC Köln-West          | Köln       | 5.            | -                 |               |
| SU Augsburg           | Augsburg   | 6.            | -                 |               |
| Bochum Lakers         | Bochum     | 7.            | -                 |               |
| Crefelder SC          | Krefeld    | 8.            | -                 |               |
| Kölner SC Hawks       | Köln       | 9.            | -                 |               |
| Moskitos Essen        | Essen      | 2. der 2. SHL | 2. der 2. SHL     | 2. der 2. SHL |

Anmerkung: Die Moskitos Essen spielten in der Saison 1996 in der so genannten 2. SHL (2. Skaterhockey-Liga). Die 2. Bundesliga (mit Nord- und Süd-Staffel) wurde zur Saison 1997 gegründet.

## Modus
Die 1. Bundesliga geht mit zehn Mannschaften an den Start. Jede Mannschaft trifft in Hin- und Rückspiel auf jede andere Mannschaft. Für einen Sieg gibt es zwei Punkte, für ein Unentschieden einen Punkt. Bei Punktgleichheit zum Ende der Hauptrunde entscheidet der direkte Vergleich über die Rangfolge. Die ersten vier Mannschaften erreichen die Play-offs. Die Mannschaften auf den Rängen fünf bis acht haben sich sportlich für die nächste Spielzeit qualifiziert. Der Tabellenneunte bestreitet Relegationsspiele (Hin- und Rückspiel) gegen den Vizemeister der 2. Bundesliga. Der Tabellenletzte steigt direkt in die 2. Bundesliga ab. Der Sieger der Play-offs ist Deutscher Meister.

## Vorrunde
|     | Mannschaft            | Sp | S  | U | N  | Tore    | +/- | P  |
| --- | --------------------- | -- | -- | - | -- | ------- | --- | -- |
| 1.  | Düsseldorf Rams       | 18 | 14 | 2 | 02 | 133:064 | +69 | 30 |
| 2.  | Crash Eagles Kaarst   | 18 | 15 | 0 | 03 | 152:061 | +91 | 30 |
| 3.  | HC Köln-West          | 18 | 12 | 2 | 04 | 121:076 | +45 | 26 |
| 4.  | Bullskater Düsseldorf | 18 | 11 | 4 | 03 | 155:096 | +59 | 26 |
| 5.  | SU Augsburg           | 18 | 08 | 0 | 10 | 086:091 | −05 | 16 |
| 6.  | SU Coeln              | 18 | 07 | 0 | 11 | 097:110 | −13 | 14 |
| 7.  | Moskitos Essen        | 18 | 07 | 0 | 11 | 101:144 | −43 | 14 |
| 8.  | Kölner SC Hawks       | 18 | 05 | 1 | 12 | 076:144 | −68 | 11 |
| 9.  | Bochum Lakers         | 18 | 05 | 1 | 12 | 085:139 | −54 | 11 |
| 10. | Crefelder SC          | 18 | 01 | 0 | 17 | 091:172 | −81 | 02 |

## Play-offs
(Modus "Best-of-Three")

### Play-off-Baum
|  | Halbfinale | Halbfinale            | Halbfinale |  |  | Finale | Finale              | Finale |
|  |            |                       |            |  |  |        |                     |        |
|  |            |                       |            |  |  |        |                     |        |
|  | 1          | Düsseldorf Rams       | 2          |  |  |        |                     |        |
|  | 4          | Bullskater Düsseldorf | 0          |  |  |        |                     |        |
|  |            |                       |            |  |  | 1      | Düsseldorf Rams     | 1      |
|  |            |                       |            |  |  | 2      | Crash Eagles Kaarst | 2      |
|  | 2          | Crash Eagles Kaarst   | 2          |  |  |        |                     |        |
|  | 3          | HC Köln-West          | 0          |  |  |        |                     |        |
|  |            |                       |            |  |  |        |                     |        |

### Halbfinale
|                     |   |                       | Serie | 1   | 2    | 3 |
| ------------------- | - | --------------------- | ----- | --- | ---- | - |
| Düsseldorf Rams     | – | Bullskater Düsseldorf | 2:0   | 7:5 | 11:4 | - |
| Crash Eagles Kaarst | – | HC Köln-West          | 2:0   | 6:2 | 8:1  | - |

### Finale
|                 |   |                     | Serie | 1   | 2   | 3   |
| --------------- | - | ------------------- | ----- | --- | --- | --- |
| Düsseldorf Rams | – | Crash Eagles Kaarst | 1:2   | 4:1 | 4:5 | 3:4 |

## Relegation
Die Bochum Lakers trafen in der Relegation auf Luzifer Kiel (1. der 2. Bundesliga Nord), die in der 2. Bundesliga nach den Play-offs den zweiten Platz belegt haben.
|               |   |              | Gesamt | Hin | Rück |
| ------------- | - | ------------ | ------ | --- | ---- |
| Bochum Lakers | – | Luzifer Kiel | 13:8   | 8:2 | 5:6  |

Damit verbleiben die Bochum Lakers in der 1. Bundesliga.

## Aufsteiger
Aus der 2. Bundesliga steigen die Duisburg Ducks (2. der 2. Bundesliga Nord) als Zweitliga-Meister nach den Play-offs direkt auf.

## Rückzug
Der Kölner SC Hawks zog sich nach der Saison aus der 1. Bundesliga zurück und stellte den Spielbetrieb ein. Luzifer Kiel als Verlierer der Relegation rückt in die 1. Bundesliga nach.

## Pokalsieger
Im Endspiel um den Deutschen Inline-Skaterhockey-Pokal 1997 gewannen die Crash Eagles Kaarst am 7. Dezember 1997 gegen die Zweibrücker Snipers in Düsseldorf mit 11:2.